# Palmarès de Paris-Roubaix

## Palmarès
|      | Année | Départ        | Arrivée                                   | Vainqueur               | Âge           | Nationalité     | Équipe                           | Vitesse moyenne |
| ---- | ----- | ------------- | ----------------------------------------- | ----------------------- | ------------- | --------------- | -------------------------------- | --------------- |
| 1re  | 1896  | Porte Maillot | Vélodrome roubaisien (Parc Barbieux)      | Josef Fischer           | 31 ans        | Empire allemand |                                  | 30,162 km/h     |
| 2e   | 1897  | Porte Maillot | Vélodrome roubaisien (Parc Barbieux)      | Maurice Garin           | 26 ans        | Italie          |                                  | 28,124 km/h     |
| 3e   | 1898  | Chatou        | Vélodrome roubaisien (Parc Barbieux)      | Maurice Garin           | 27 ans        | Italie          |                                  | 32,599 km/h     |
| 4e   | 1899  | Chatou        | Vélodrome roubaisien (Parc Barbieux)      | Albert Champion         | 20 ans        | France          |                                  | 31,976 km/h     |
| 5e   | 1900  | Chatou        | Vélodrome roubaisien (Parc Barbieux)      | Émile Bouhours          | 29 ans        | France          |                                  | 37,352 km/h     |
| 6e   | 1901  | Porte Maillot | Vélodrome roubaisien (Parc Barbieux)      | Lucien Lesna            | 37 ans        | France          |                                  | 25,861 km/h     |
| 7e   | 1902  | Chatou        | Vélodrome roubaisien (Parc Barbieux)      | Lucien Lesna            | 38 ans        | France          |                                  | 28,088 km/h     |
| 8e   | 1903  | Chatou        | Vélodrome roubaisien (Parc Barbieux)      | Hippolyte Aucouturier   | 26 ans        | France          |                                  | 29,104 km/h     |
| 9e   | 1904  | Chatou        | Vélodrome roubaisien (Parc Barbieux)      | Hippolyte Aucouturier   | 27 ans        | France          |                                  | 32,518 km/h     |
| 10e  | 1905  | Chatou        | Vélodrome roubaisien (Parc Barbieux)      | Louis Trousselier       | 23 ans        | France          |                                  | 33,206 km/h     |
| 11e  | 1906  | Chatou        | Vélodrome roubaisien (Parc Barbieux)      | Henri Cornet            | 21 ans        | France          |                                  | 27,034 km/h     |
| 12e  | 1907  | Chatou        | Vélodrome roubaisien (Parc Barbieux)      | Georges Passerieu       | 21 ans        | France          |                                  | 30,971 km/h     |
| 13e  | 1908  | Chatou        | Vélodrome roubaisien (Parc Barbieux)      | Cyrille Van Hauwaert    | 24 ans        | Belgique        | Alcyon                           | 25,630 km/h     |
| 14e  | 1909  | Chatou        | Vélodrome roubaisien (Parc Barbieux)      | Octave Lapize           | 21 ans        | France          | Biguet                           | 30,469 km/h     |
| 15e  | 1910  | Chatou        | Vélodrome roubaisien (Parc Barbieux)      | Octave Lapize           | 22 ans        | France          | Alcyon                           | 29,274 km/h     |
| 16e  | 1911  | Chatou        | Vélodrome roubaisien (Parc Barbieux)      | Octave Lapize           | 23 ans        | France          | La Française                     | 31,345 km/h     |
| 17e  | 1912  | Chatou        | Vélodrome roubaisien (Parc Barbieux)      | Charles Crupelandt      | 25 ans        | France          |                                  | 31,294 km/h     |
| 18e  | 1913  | Chatou        | Vélodrome roubaisien (Parc Barbieux)      | François Faber          | 26 ans        | Luxembourg      |                                  | 35,333 km/h     |
| 19e  | 1914  | Suresnes      | Vélodrome roubaisien (Parc Barbieux)      | Charles Crupelandt      | 27 ans        | France          |                                  | 30,332 km/h     |
| 20e  | 1919  | Suresnes      | Avenue de Jussieu,                        | Henri Pélissier         | 30 ans        | France          |                                  | 22,857 km/h     |
| 21e  | 1920  | Suresnes      | Stadium Jean-Dubrulle                     | Paul Deman              | 30 ans        | Belgique        |                                  | 24,377 km/h     |
| 22e  | 1921  | Le Vésinet    | Stadium Jean-Dubrulle                     | Henri Pélissier         | 32 ans        | France          |                                  | 29,068 km/h     |
| 23e  | 1922  |               | Avenue des Villas (Roubaix)               | Berten Dejonghe         | 28 ans        | Belgique        |                                  | 34,690 km/h     |
| 24e  | 1923  |               | Avenue des Villas (Roubaix)               | Henri Suter             | 23 ans        | Suisse          |                                  | 30,098 km/h     |
| 25e  | 1924  |               | Avenue des Villas (Roubaix)               | Jules Van Hevel         | 29 ans        | Belgique        |                                  | 25,962 km/h     |
| 26e  | 1925  |               | Avenue des Villas (Roubaix)               | Félix Sellier           | 32 ans        | Belgique        | Alcyon                           | 28,031 km/h     |
| 27e  | 1926  | Le Vésinet    | Avenue des Villas (Roubaix)               | Julien Delbecque        | 22 ans        | Belgique        | Armor                            | 31,962 km/h     |
| 28e  | 1927  | Le Vésinet    | Avenue des Villas (Roubaix)               | Georges Ronsse          | 21 ans        | Belgique        |                                  | 30,449 km/h     |
| 29e  | 1928  | Le Vésinet    | Avenue des Villas (Roubaix)               | André Leducq            | 24 ans        | France          | Alcyon                           | 33,597 km/h     |
| 30e  | 1929  | Le Vésinet    | Stade Amédée-Prouvost (Wattrelos)         | Charles Meunier         | 25 ans        | Belgique        | La Française                     | 29,168 km/h     |
| 31e  | 1930  | Argenteuil    | Avenue des Villas (Roubaix)               | Julien Vervaecke        | 30 ans        | Belgique        | Alcyon                           | 31,146 km/h     |
| 32e  | 1931  |               | Avenue des Villas (Roubaix)               | Gaston Rebry            | 26 ans        | Belgique        | Alcyon                           | 36,342 km/h     |
| 33e  | 1932  |               | Avenue des Villas (Roubaix)               | Romain Gijssels         | 25 ans        | Belgique        |                                  | 37,320 km/h     |
| 34e  | 1933  |               | Avenue des Villas (Roubaix)               | Sylvère Maes            | 23 ans        | Belgique        | Alcyon                           | 36,523 km/h     |
| 35e  | 1934  |               | Avenue des Villas (Roubaix)               | Gaston Rebry            | 29 ans        | Belgique        | Alcyon                           | 32,415 km/h     |
| 36e  | 1935  |               | Hippodrome des Flandres (Marcq-en-Barœul) | Gaston Rebry            | 30 ans        | Belgique        | Alcyon                           | 37,363 km/h     |
| 37e  | 1936  |               | Hippodrome des Flandres (Marcq-en-Barœul) | Georges Speicher        | 28 ans        | France          | Alcyon                           | 36,137 km/h     |
| 38e  | 1937  | Argenteuil    | Avenue Gustave Delory (Roubaix)           | Jules Rossi             | 22 ans        | Italie          | Thomann                          | 34,935 km/h     |
| 39e  | 1938  |               | Avenue Gustave Delory (Roubaix)           | Lucien Storme           | 21 ans        | Belgique        |                                  | 30,936 km/h     |
| 40e  | 1939  |               | Avenue Gustave Delory (Roubaix)           | Émile Masson            | 23 ans        | Belgique        | Alcyon                           | 35,934 km/h     |
| 41e  | 1943  | Saint-Denis   | Vélodrome de Roubaix                      | Marcel Kint             | 28 ans        | Belgique        | Mercier-Hutchinson               | 41,822 km/h     |
| 42e  | 1944  | Saint-Denis   | Vélodrome de Roubaix                      | Maurice Desimpelaere    | 23 ans        | Belgique        | Alcyon-Dunlop                    | 39,897 km/h     |
| 43e  | 1945  | Saint-Denis   | Vélodrome de Roubaix                      | Paul Maye               | 31 ans        | France          | Alcyon-Dunlop                    | 31,212 km/h     |
| 44e  | 1946  | Saint-Denis   | Vélodrome de Roubaix                      | Georges Claes           | 26 ans        | Belgique        | Rochet-Dunlop                    | 34,055 km/h     |
| 45e  | 1947  | Saint-Denis   | Vélodrome de Roubaix                      | Georges Claes           | 27 ans        | Belgique        | Rochet-Dunlop                    | 39,831 km/h     |
| 46e  | 1948  | Saint-Denis   | Vélodrome de Roubaix                      | Rik Van Steenbergen     | 23 ans        | Belgique        | Mercier-Hutchinson               | 43,612 km/h     |
| 47e  | 1949  | Saint-Denis   | Vélodrome de Roubaix                      | Serse Coppi André Mahé  | 26 ans 29 ans | Italie France   | Bianchi-Ursus                    | 39,356 km/h     |
| 48e  | 1950  | Saint-Denis   | Vélodrome de Roubaix                      | Fausto Coppi            | 30 ans        | Italie          | Bianchi-Ursus                    | 39,123 km/h     |
| 49e  | 1951  | Saint-Denis   | Vélodrome de Roubaix                      | Antonio Bevilacqua      | 32 ans        | Italie          | Benetto                          | 40,355 km/h     |
| 50e  | 1952  | Saint-Denis   | Vélodrome de Roubaix                      | Rik Van Steenbergen     | 27 ans        | Belgique        | Mercier-Hutchinson               | 41,938 km/h     |
| 51e  | 1953  | Saint-Denis   | Vélodrome de Roubaix                      | Germain Derijcke        | 23 ans        | Belgique        | Alcyon-Dunlop                    | 43,522 km/h     |
| 52e  | 1954  | Saint-Denis   | Vélodrome de Roubaix                      | Raymond Impanis         | 28 ans        | Belgique        | Mercier-BP-Hutchinson            | 35,590 km/h     |
| 53e  | 1955  | Saint-Denis   | Vélodrome de Roubaix                      | Jean Forestier          | 24 ans        | France          | Follis-Dunlop                    | 40,741 km/h     |
| 54e  | 1956  | Saint-Denis   | Vélodrome de Roubaix                      | Louison Bobet           | 31 ans        | France          | Bobet-BP-Hutchinson              | 41,831 km/h     |
| 55e  | 1957  | Saint-Denis   | Vélodrome de Roubaix                      | Fred De Bruyne          | 26 ans        | Belgique        | Carpano-Coppi                    | 34,738 km/h     |
| 56e  | 1958  | Saint-Denis   | Vélodrome de Roubaix                      | Leon Van Daele          | 25 ans        | Belgique        | Faema-Guerra-Clement             | 33,300 km/h     |
| 57e  | 1959  | Saint-Denis   | Vélodrome de Roubaix                      | Noël Foré               | 26 ans        | Belgique        | Groene Leeuw-Sinalco-SAS         | 42,760 km/h     |
| 58e  | 1960  | Saint-Denis   | Vélodrome de Roubaix                      | Pino Cerami             | 37 ans        | Belgique        | Peugeot-BP-Dunlop                | 43,538 km/h     |
| 59e  | 1961  | Saint-Denis   | Vélodrome de Roubaix                      | Rik Van Looy            | 27 ans        | Belgique        | Faema                            | 41,700 km/h     |
| 60e  | 1962  | Saint-Denis   | Vélodrome de Roubaix                      | Rik Van Looy            | 28 ans        | Belgique        | Flandria-Faema                   | 38,321 km/h     |
| 61e  | 1963  | Saint-Denis   | Vélodrome de Roubaix                      | Emile Daems             | 25 ans        | Belgique        | Peugeot-BP-Englebert             | 37,681 km/h     |
| 62e  | 1964  | Saint-Denis   | Vélodrome de Roubaix                      | Peter Post              | 30 ans        | Pays-Bas        | Flandria-Romeo                   | 45,129 km/h     |
| 63e  | 1965  | Saint-Denis   | Vélodrome de Roubaix                      | Rik Van Looy            | 31 ans        | Belgique        | Solo-Superia                     | 41,847 km/h     |
| 64e  | 1966  | Chantilly     | Vélodrome de Roubaix                      | Felice Gimondi          | 23 ans        | Italie          | Salvarani                        | 37,546 km/h     |
| 65e  | 1967  | Chantilly     | Vélodrome de Roubaix                      | Jan Janssen             | 26 ans        | Pays-Bas        | Pelforth-Sauvage-Lejeune         | 36,824 km/h     |
| 66e  | 1968  | Chantilly     | Vélodrome de Roubaix                      | Eddy Merckx             | 22 ans        | Belgique        | Faema                            | 36,606 km/h     |
| 67e  | 1969  | Chantilly     | Vélodrome de Roubaix                      | Walter Godefroot        | 25 ans        | Belgique        | Flandria                         | 38,939 km/h     |
| 68e  | 1970  | Chantilly     | Vélodrome de Roubaix                      | Eddy Merckx             | 24 ans        | Belgique        | Faema-Faemino                    | 41,644 km/h     |
| 69e  | 1971  | Chantilly     | Vélodrome de Roubaix                      | Roger Rosiers           | 24 ans        | Belgique        | Bic                              | 42,108 km/h     |
| 70e  | 1972  | Chantilly     | Vélodrome de Roubaix                      | Roger De Vlaeminck      | 24 ans        | Belgique        | Dreher                           | 36,709 km/h     |
| 71e  | 1973  | Chantilly     | Vélodrome de Roubaix                      | Eddy Merckx             | 27 ans        | Belgique        | Molteni                          | 36,370 km/h     |
| 72e  | 1974  | Chantilly     | Vélodrome de Roubaix                      | Roger De Vlaeminck      | 26 ans        | Belgique        | Brooklyn                         | 37,567 km/h     |
| 73e  | 1975  | Chantilly     | Vélodrome de Roubaix                      | Roger De Vlaeminck      | 27 ans        | Belgique        | Brooklyn                         | 40,406 km/h     |
| 74e  | 1976  | Chantilly     | Vélodrome de Roubaix                      | Marc Demeyer            | 25 ans        | Belgique        | Flandria                         | 40,811 km/h     |
| 75e  | 1977  | Compiègne     | Vélodrome de Roubaix                      | Roger De Vlaeminck      | 29 ans        | Belgique        | Brooklyn                         | 40,464 km/h     |
| 76e  | 1978  | Compiègne     | Vélodrome de Roubaix                      | Francesco Moser         | 26 ans        | Italie          | Sanson-Columbus                  | 36,494 km/h     |
| 77e  | 1979  | Compiègne     | Vélodrome de Roubaix                      | Francesco Moser         | 27 ans        | Italie          | Sanson-Campagnolo                | 41,010 km/h     |
| 78e  | 1980  | Compiègne     | Vélodrome de Roubaix                      | Francesco Moser         | 28 ans        | Italie          | Sanson-Campagnolo                | 43,106 km/h     |
| 79e  | 1981  | Compiègne     | Vélodrome de Roubaix                      | Bernard Hinault         | 26 ans        | France          | Renault-Elf                      | 40,868 km/h     |
| 80e  | 1982  | Compiègne     | Vélodrome de Roubaix                      | Jan Raas                | 29 ans        | Pays-Bas        | TI-Raleigh-Campagnolo            | 36,733 km/h     |
| 81e  | 1983  | Compiègne     | Vélodrome de Roubaix                      | Hennie Kuiper           | 34 ans        | Pays-Bas        | Jacky Aernoudt-Rossin-Campagnolo | 40,308 km/h     |
| 82e  | 1984  | Compiègne     | Vélodrome de Roubaix                      | Sean Kelly              | 27 ans        | Irlande         | Skil                             | 36,074 km/h     |
| 83e  | 1985  | Compiègne     | Vélodrome de Roubaix                      | Marc Madiot             | 25 ans        | France          | Renault-Elf                      | 36,109 km/h     |
| 84e  | 1986  | Compiègne     | Avenue des Nations unies (Roubaix)        | Sean Kelly              | 29 ans        | Irlande         | Kas                              | 39,374 km/h     |
| 85e  | 1987  | Compiègne     | Avenue des Nations unies (Roubaix)        | Eric Vanderaerden       | 25 ans        | Belgique        | Panasonic                        | 36,982 km/h     |
| 86e  | 1988  | Compiègne     | Avenue des Nations unies (Roubaix)        | Dirk Demol              | 28 ans        | Belgique        | AD Renting-Mini-Flat-Enerday     | 40,324 km/h     |
| 87e  | 1989  | Compiègne     | Vélodrome de Roubaix                      | Jean-Marie Wampers      | 30 ans        | Belgique        | Panasonic                        | 39,164 km/h     |
| 88e  | 1990  | Compiègne     | Vélodrome de Roubaix                      | Eddy Planckaert         | 31 ans        | Belgique        | Panasonic                        | 34,855 km/h     |
| 89e  | 1991  | Compiègne     | Vélodrome de Roubaix                      | Marc Madiot             | 31 ans        | France          | R.M.O.                           | 37,332 km/h     |
| 90e  | 1992  | Compiègne     | Vélodrome de Roubaix                      | Gilbert Duclos-Lassalle | 38 ans        | France          | Z                                | 41,480 km/h     |
| 91e  | 1993  | Compiègne     | Vélodrome de Roubaix                      | Gilbert Duclos-Lassalle | 39 ans        | France          | Gan                              | 41,652 km/h     |
| 92e  | 1994  | Compiègne     | Vélodrome de Roubaix                      | Andreï Tchmil           | 31 ans        | Moldavie        | Lotto                            | 36,160 km/h     |
| 93e  | 1995  | Compiègne     | Vélodrome de Roubaix                      | Franco Ballerini        | 30 ans        | Italie          | Mapei-GB                         | 41,303 km/h     |
| 94e  | 1996  | Compiègne     | Vélodrome de Roubaix                      | Johan Museeuw           | 29 ans        | Belgique        | Mapei-GB                         | 43,310 km/h     |
| 95e  | 1997  | Compiègne     | Vélodrome de Roubaix                      | Frédéric Guesdon        | 24 ans        | France          | La Française des jeux            | 40,280 km/h     |
| 96e  | 1998  | Compiègne     | Vélodrome de Roubaix                      | Franco Ballerini        | 33 ans        | Italie          | Mapei-Bricobi                    | 38,505 km/h     |
| 97e  | 1999  | Compiègne     | Vélodrome de Roubaix                      | Andrea Tafi             | 31 ans        | Italie          | Mapei-Quick Step                 | 40,519 km/h     |
| 98e  | 2000  | Compiègne     | Vélodrome de Roubaix                      | Johan Museeuw           | 33 ans        | Belgique        | Mapei-Quick Step                 | 40,098 km/h     |
| 99e  | 2001  | Compiègne     | Vélodrome de Roubaix                      | Servais Knaven          | 30 ans        | Pays-Bas        | Domo-Farm Frites                 | 37,700 km/h     |
| 100e | 2002  | Compiègne     | Vélodrome de Roubaix                      | Johan Museeuw           | 35 ans        | Belgique        | Domo-Farm Frites                 | 39,250 km/h     |
| 101e | 2003  | Compiègne     | Vélodrome de Roubaix                      | Peter Van Petegem       | 33 ans        | Belgique        | Lotto-Domo                       | 42,144 km/h     |
| 102e | 2004  | Compiègne     | Vélodrome de Roubaix                      | Magnus Bäckstedt        | 29 ans        | Suède           | Alessio-Bianchi                  | 39,108 km/h     |
| 103e | 2005  | Compiègne     | Vélodrome de Roubaix                      | Tom Boonen              | 23 ans        | Belgique        | Quick Step-Innergetic            | 39,884 km/h     |
| 104e | 2006  | Compiègne     | Vélodrome de Roubaix                      | Fabian Cancellara       | 25 ans        | Suisse          | CSC                              | 42,239 km/h     |
| 105e | 2007  | Compiègne     | Vélodrome de Roubaix                      | Stuart O'Grady          | 32 ans        | Australie       | CSC                              | 42,181 km/h     |
| 106e | 2008  | Compiègne     | Vélodrome de Roubaix                      | Tom Boonen              | 26 ans        | Belgique        | Quick Step                       | 43.407 km/h     |
| 107e | 2009  | Compiègne     | Vélodrome de Roubaix                      | Tom Boonen              | 27 ans        | Belgique        | Quick Step                       | 42.343 km/h     |
| 108e | 2010  | Compiègne     | Vélodrome de Roubaix                      | Fabian Cancellara       | 29 ans        | Suisse          | Saxo Bank                        | 39.325 km/h     |
| 109e | 2011  | Compiègne     | Vélodrome de Roubaix                      | Johan Vansummeren       | 30 ans        | Belgique        | Garmin-Cervélo                   | 42.126 km/h     |
| 110e | 2012  | Compiègne     | Vélodrome de Roubaix                      | Tom Boonen              | 30 ans        | Belgique        | Omega Pharma-Quick Step          | 43,476 km/h     |
| 111e | 2013  | Compiègne     | Vélodrome de Roubaix                      | Fabian Cancellara       | 32 ans        | Suisse          | RadioShack-Leopard               | 44,190 km/h     |
| 112e | 2014  | Compiègne     | Vélodrome de Roubaix                      | Niki Terpstra           | 28 ans        | Pays-Bas        | Omega Pharma-Quick Step          | 41,787 km/h     |
| 113e | 2015  | Compiègne     | Vélodrome de Roubaix                      | John Degenkolb          | 26 ans        | Allemagne       | Giant-Alpecin                    | 43,476 km/h     |
| 114e | 2016  | Compiègne     | Vélodrome de Roubaix                      | Mathew Hayman           | 37 ans        | Australie       | Orica-GreenEDGE                  | 43,907 km/h     |
| 115e | 2017  | Compiègne     | Vélodrome de Roubaix                      | Greg Van Avermaet       | 31 ans        | Belgique        | BMC Racing                       | 45,204 km/h     |
| 116e | 2018  | Compiègne     | Vélodrome de Roubaix                      | Peter Sagan             | 28 ans        | Slovaquie       | Bora-Hansgrohe                   | 43,550 km/h     |
| 117e | 2019  | Compiègne     | Vélodrome de Roubaix                      | Philippe Gilbert        | 36 ans        | Belgique        | Deceuninck-Quick Step            | 43,069 km/h     |
| 118e | 2021  | Compiègne     | Vélodrome de Roubaix                      | Sonny Colbrelli         | 31 ans        | Italie          | Bahrain Victorious               | 42,719 km/h     |
| 119e | 2022  | Compiègne     | Vélodrome de Roubaix                      | Dylan van Baarle        | 29 ans        | Pays-Bas        | Ineos Grenadiers                 | 45,792 km/h     |
| 120e | 2023  | Compiègne     | Vélodrome de Roubaix                      | Mathieu van der Poel    | 28 ans        | Pays-Bas        | Alpecin-Deceuninck               | 46,841 km/h     |
| 121e | 2024  | Compiègne     | Vélodrome de Roubaix                      | Mathieu van der Poel    | 29 ans        | Pays-Bas        | Alpecin-Deceuninck               | 47,802 km/h     |
| 122e | 2025  | Compiègne     | Vélodrome de Roubaix                      | Mathieu van der Poel    | 30 ans        | Pays-Bas        | Alpecin-Deceuninck               | 46,921 km/h     |

## Statistiques

### Les podiums par nation
| Rang             | Nation           | 1er | 2e  | 3e  | Total | Dernier vainqueur           |
| ---------------- | ---------------- | --- | --- | --- | ----- | --------------------------- |
| 1                | Belgique         | 57  | 53  | 52  | 162   | Philippe Gilbert (2019)     |
| 2                | France           | 28  | 31  | 24  | 83    | Frédéric Guesdon (1997)     |
| 3                | Italie           | 14  | 15  | 13  | 42    | Sonny Colbrelli (2021)      |
| 4                | Pays-Bas         | 10  | 3   | 10  | 23    | Mathieu van der Poel (2025) |
| 5                | Suisse           | 4   | 4   | 4   | 12    | Fabian Cancellara (2013)    |
| 6                | Allemagne        | 2   | 5   | 6   | 13    | John Degenkolb (2015)       |
| 7                | Irlande          | 2   | 0   | 1   | 3     | Sean Kelly (1986)           |
| 8                | Australie        | 2   | 0   | 0   | 2     | Mathew Hayman (2016)        |
| 9                | Luxembourg       | 1   | 0   | 1   | 2     | François Faber (1913)       |
| 10               | Moldavie         | 1   | 0   | 0   | 1     | Andreï Tchmil (1994)        |
| 10               | Slovaquie        | 1   | 0   | 0   | 1     | Peter Sagan (2018)          |
| 10               | Suède            | 1   | 0   | 0   | 1     | Magnus Bäckstedt (2004)     |
| 13               | Espagne          | 0   | 2   | 3   | 5     |                             |
| 14               | Tchéquie         | 0   | 2   | 0   | 2     |                             |
| 15               | Danemark         | 0   | 1   | 2   | 3     |                             |
| 16               | Norvège          | 0   | 1   | 1   | 2     |                             |
| 17               | Canada           | 0   | 1   | 0   | 1     |                             |
| 17               | Slovénie         | 0   | 1   | 0   | 1     |                             |
| 17               | Ukraine          | 0   | 1   | 0   | 1     |                             |
| 20               | Royaume-Uni      | 0   | 0   | 3   | 3     |                             |
| 21               | Lettonie         | 0   | 0   | 1   | 1     |                             |
| 21               | Russie           | 0   | 0   | 1   | 1     |                             |
| Total 22 nations | Total 22 nations | 123 | 120 | 122 | 365   |                             |

### Le record de victoires
- 4 succès (2) :

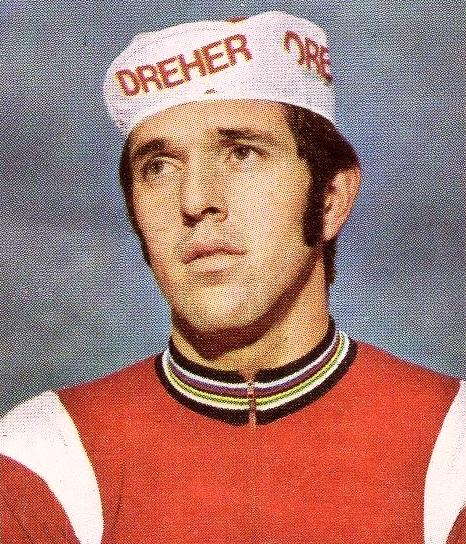
Roger de Vlaeminck, quadruple vainqueur (ici en 1972).

  -  Roger De Vlaeminck (1972, 1974, 1975, 1977)
  -  Tom Boonen (2005, 2008, 2009, 2012)
- 3 succès (8) :
  -  Octave Lapize (1909, 1910, 1911)
  -  Gaston Rebry (1931, 1934, 1935)
  -  Rik Van Looy (1961, 1962, 1965)
  -  Eddy Merckx (1968, 1970, 1973)
  -  Francesco Moser (1978, 1979, 1980)
  -  Johan Museeuw (1996, 2000, 2002)
  -  Fabian Cancellara (2006, 2010, 2013)
  -  Mathieu van der Poel (2023, 2024, 2025)
- 2 succès (11) :
  -  Maurice Garin (1897, 1898)
  -  Lucien Lesna (1901, 1902)
  -  Hippolyte Aucouturier (1903, 1904)
  -  Charles Crupelandt (1912, 1914)
  -  Henri Pélissier (1919, 1921)
  -  Georges Claes (1946, 1947)
  -  Rik Van Steenbergen (1948, 1952)
  -  Sean Kelly (1984, 1986)
  -  Marc Madiot (1985, 1991)
  -  Gilbert Duclos-Lassalle (1992, 1993)
  -  Franco Ballerini (1995, 1998)

### Les éditions les plus rapides
- 47,802 km/h ( Mathieu van der Poel, 2024, 259,7 km)
- 46,921 km/h ( Mathieu van der Poel, 2025, 259,2 km)
- 46,841 km/h ( Mathieu van der Poel, 2023, 256,6 km)
- 45,792 km/h ( Dylan van Baarle, 2022, 257,2 km)
- 45,204 km/h ( Greg Van Avermaet, 2017, 257 km)
- 45,129 km/h ( Peter Post, 1964, 265 km)
- 44,190 km/h ( Fabian Cancellara, 2013, 254,5 km)
- 43,907 km/h ( Mathew Hayman, 2016, 257,5 km)
- 43,612 km/h ( Rik Van Steenbergen, 1948, 246 km)
- 43,550 km/h ( Peter Sagan, 2018, 257 km)
- 43,538 km/h ( Pino Cerami, 1960, 262 km)
- 43,522 km/h ( Germain Derijcke, 1953, 245 km)
- 43,476 km/h ( Tom Boonen, 2012, 257,5 km)
- 43,476 km/h ( John Degenkolb, 2015, 253,5 km)
- 43,406 km/h ( Tom Boonen, 2008, 259,5 km)
- 43,305 km/h ( Johan Museeuw, 1996, 262 km)
- 43,105 km/h ( Francesco Moser, 1980, 264 km)

### Les doublés Tour des Flandres / Paris-Roubaix
- Henri Suter (1923)
- Romain Gijssels (1932)
- Gaston Rebry (1934)
- Raymond Impanis (1954)
- Alfred De Bruyne (1957)
- Rik Van Looy (1962)
- Roger De Vlaeminck (1977)
- Peter Van Petegem (2003)
- Tom Boonen (2005, 2012)
- Fabian Cancellara (2010, 2013)
- Mathieu van der Poel (2024)

### Les doublés Milan-San Remo / Paris-Roubaix
- Cyrille Van Hauwaert (1908)
- Sean Kelly (1986)
- John Degenkolb (2015)
- Mathieu van der Poel (2023, 2025)